# Талукан
Талукан е град в провинция Тахар, Североизточен Афганистан на 250 км от столицата Кабул. Населението му е 196 400 жители (приблизителна оценка за 2006 г.). Намира се на 876 м н.в. в часова зона UTC+4:30.